# Tronchón (fromage)

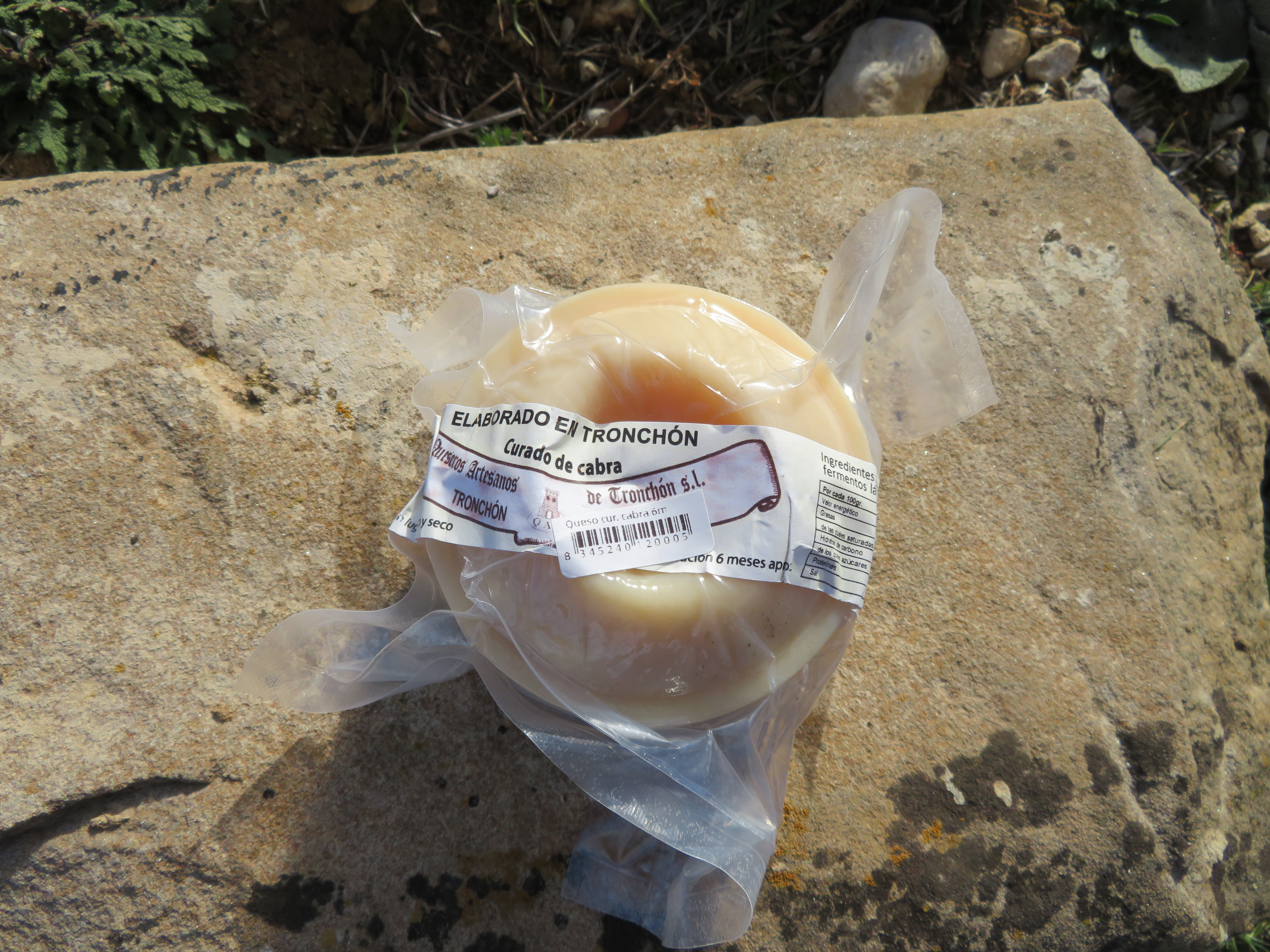
Queso de Tronchón

Le fromage de Tronchón (en espagnol : queso de Tronchón) est un fromage originaire de la localité aragonaise de Tronchón, dont la région d'élaboration est le Maestrazgo, ancienne comarque qui recouvre le sud-est de la province de Teruel, le nord de la province de Castellón et le sud de la province de Tarragone.
Il est élaboré à partir de lait de brebis ou de chèvre (cru ou pasteurisé) et parfois des deux. De forme cyclindrique, il pèse de 500 g à 2 kg. La couleur de la croûte va du blanc ivoire au brun clair, tandis que la pâte va du blanc ivoire au blanc tirant sur le jaune.
Il est connu sous ce nom au moins depuis le début du XVIIe siècle et mentionné à deux reprises (chapitres 52 et 66) dans le Don Quichotte de Miguel de Cervantes.